# Copidognathus dentatus
Copidognathus dentatus är en kvalsterart som beskrevs av Viets 1940. Copidognathus dentatus ingår i släktet Copidognathus och familjen Halacaridae. Inga underarter finns listade i Catalogue of Life.